# 時頻分析的測不準原理
在訊號分析中，訊號的時間分布 {\displaystyle x(t)} 與頻率分布 {\displaystyle X(\omega )}之間是有關連的，如果其中一個是寬的，另一個必定是窄的，這是傅立葉轉換的基本觀念，同時也是物理學中測不準原理的精神。不論是物理學或是訊號分析，測不準原理必須討論兩個變量之間的關係，且這兩個變量在希爾伯特空間中必須是不可交換的運算子，而在訊號分析當中，經常討論的兩個變量是時間與頻率。

## 測不準原理在訊號分析中的形式

### 基本形式的測不準原理
形式跟物理學一樣，不過在此定義訊號在時間與頻率上的標準差:
{\displaystyle \sigma _{t}^{2}=\int (t-\langle t\rangle )^{2}|x(t)|^{2}dt}
{\displaystyle \sigma _{\omega }^{2}=\int (\omega -\langle \omega \rangle )^{2}|X(\omega )|^{2}dt}
其中 {\displaystyle \langle t\rangle } 與 {\displaystyle \langle \omega \rangle } 代表平均值，{\displaystyle x(t)} 與 {\displaystyle X(\omega )} 互為訊號的傅立葉轉換與反轉換，兩者的標準差相乘就是測不準原理:
{\displaystyle \sigma _{t}\sigma _{\omega }\geq {\frac {1}{2}}}
由上式可知 {\displaystyle x(t)} 與 {\displaystyle X(\omega )} 不可能同時任意寬或任意窄。

### 推廣形式的測不準原理
另外對一個訊號的相位 {\displaystyle \phi (t)} 作微分，可以得到該訊號的瞬時頻率 {\displaystyle \omega }。現在定義一個訊號的共變異數 {\displaystyle COV=\langle t\phi '(t)\rangle -\langle t\rangle \langle \omega \rangle } ，在此討論的共變異數是看時間與頻率有怎樣的關係，若明顯兩者無關，則 {\displaystyle COV=0} 。
有了共變異數的概念，現在可以把測不準原理的形式推廣至如下:
{\displaystyle \sigma _{t}\sigma _{\omega }\geq {\frac {1}{2}}} {\displaystyle {\sqrt {1+4COV^{2}}}}

## 證明
假設訊號的形式為 {\displaystyle x(t)=A(t)e^{j\phi (t)}} 且能夠被歸一化。現在考慮一個新訊號{\displaystyle x_{new}(t)}與一個舊訊號{\displaystyle x_{old}(t)}，其中新訊號的平均時間與平均頻率皆為零，而舊訊號與新訊號的形狀一樣，但有特定的平均時間與平均頻率，即:
{\displaystyle x_{old}(t)=e^{j\langle \omega \rangle t}x_{new}\left(t-\langle t\rangle \right)}
其中這個訊號的頻寬為:
{\displaystyle \sigma _{\omega }^{2}=\int |x'(t)|^{2}dt}
以及時間寬度為:
{\displaystyle \sigma _{t}^{2}=\int t^{2}|x(t)|^{2}dt}
兩者相乘為:
{\displaystyle \sigma _{t}^{2}\sigma _{\omega }^{2}=\int |x'(t)|^{2}dt\times \int |tx(t)|^{2}dt}
現在考慮柯西-施瓦茨不等式,有:
{\displaystyle \int |f(x)|^{2}dx\int |g(x)|^{2}dx\geq \left|\int f^{*}(x)g(x)dx\right|^{2}}
若取 {\displaystyle f=tx(t)} 且 {\displaystyle g=x'(t)} 並搭配柯西-施瓦茨不等式就能把 {\displaystyle \sigma _{t}^{2}\sigma _{\omega }^{2}=\int |x'(t)|^{2}dt\times \int |tx(t)|^{2}dt} 整理成:
{\displaystyle \sigma _{t}^{2}\sigma _{\omega }^{2}\geq \left|\int tx^{*}(t)x'(t)dt\right|^{2}}
上式中的被積分函數 {\displaystyle tx^{*}(t)x'(t)=tA'A+jt\phi '(t)A^{2}={\frac {1}{2}}{\frac {d}{dt}}tA^{2}-{\frac {1}{2}}A^{2}+jt\phi '(t)}
上式第一項是全微分，積分為零。第二項積分後是1/2，第三項積分後是j乘上一個訊號的共變異數。所以:
{\displaystyle \sigma _{t}^{2}\sigma _{\omega }^{2}\geq \left|-{\frac {1}{2}}+jCOV\right|^{2}={\frac {1}{4}}+COV^{2}}
上式就是訊號分析當中推廣形式的測不準原理，故得證。若把上式中的 {\displaystyle COV^{2}} 略去，就能得到基本形式的測不準原理。

## 基本範例

### 最小測不準乘積訊號
得到了測不準原理的形式，接下來的問題是:甚麼樣的訊號能得到乘積的最小值1/2?在推導過程中可以發現，在柯西-施瓦茨不等式當中的兩個函數成正比時等號會成立，取 {\displaystyle g(x)=-cf(x)} ，其中c是任意常數，所以得到
{\displaystyle -ctx(t)=x'(t)}
另外在測不準原理的推廣形式中有共變異數，為了消滅這一項，取 {\displaystyle c=c_{1}-jc_{2}} 再代入上式可得到解為:
{\displaystyle x(t)=e^{-(c_{1}-jc_{2})t^{2}/2}}
在將上式代入共變異數 {\displaystyle COV=\langle t\phi '(t)\rangle -\langle t\rangle \langle \omega \rangle } 而有:
{\displaystyle COV=-\int tc_{2}t|x(t)|^{2}dt-\langle \omega \rangle \langle t\rangle =-c_{2}\int t^{2}e^{-c_{1}t^{2}}dt}
若能使上式為零，就能消滅共變異數這一項，明顯c必須是實數才能滿足。若c取a/2，則訊號為:
{\displaystyle x(t)=(a/\pi )^{\frac {1}{4}}e^{-at^{2}/2}}
上式訊號的形式為平均時間與平均頻率皆為零的狀況，若訊號為任一特定的平均時間與平均頻率，則有:
{\displaystyle x(t)=(a/\pi )^{\frac {1}{4}}e^{-a(t-\langle t\rangle )^{2}/2+j\langle \omega \rangle t}}
上式就是高斯函數，高斯函數的時間寬度與頻寬的乘積能達到最小，高斯函數也作為加伯轉換的窗函數，在時頻分析中具有重要的地位。

### 正弦波調變
現在對高斯函數進行正弦波調變，訊號為 {\displaystyle x(t)=(a/\pi )^{\frac {1}{4}}e^{-at^{2}/2+jm\sin \omega _{m}t+j\omega _{0}t}} ，其中有:
{\displaystyle \langle t\rangle ={\sqrt {\frac {a}{\pi }}}\int te^{-a(t-t_{0})^{2}}dt=t_{0}}
{\displaystyle \langle t^{2}\rangle ={\sqrt {\frac {a}{\pi }}}\int t^{2}e^{-a(t-t_{0})^{2}}dt=t_{0}^{2}+{\frac {1}{2a}}}
{\displaystyle \sigma _{t}^{2}=\langle t^{2}\rangle -\langle t\rangle ^{2}={\frac {1}{2a}}}
{\displaystyle {\begin{aligned}\langle \omega \rangle &=\int \omega |X(\omega )|^{2}d\omega =\int x^{*}(t){\frac {1}{j}}{\frac {d}{dt}}x(t)dt\\&={\sqrt {\frac {a}{\pi }}}\int (jat+m\omega _{m}\cos \omega _{m}t+\omega _{0})e^{-at^{2}}dt\\&=m\omega _{m}e^{-\omega _{m}^{2}/4a}+\omega _{0}\end{aligned}}}
{\displaystyle {\begin{aligned}\langle \omega ^{2}\rangle &=\int \omega ^{2}|X(\omega )|^{2}d\omega \\&=\int x^{*}(t)\left({\frac {1}{j}}{\frac {d}{dt}}\right)^{2}x(t)dt\\&=\int \left|{\frac {d}{dt}}x(t)\right|^{2}dt\\&={\frac {a}{2}}+\omega _{0}^{2}+2m\omega _{m}\omega _{0}e^{-\omega _{m}^{2}/4a}+{\frac {m^{2}\omega _{m}^{2}}{2}}\left(1+e^{-\omega _{m}^{2}/a}\right)\end{aligned}}}
{\displaystyle \sigma _{\omega }^{2}=\langle \omega ^{2}\rangle -\langle \omega \rangle ^{2}={\frac {a}{2}}+{\frac {m^{2}\omega _{m}^{2}}{2}}\left(1-e^{-\omega _{m}^{2}/2a}\right)^{2}}
{\displaystyle {\begin{aligned}\sigma _{t}\sigma _{\omega }&={\sqrt {\frac {1}{2a}}}{\sqrt {{\frac {a}{2}}+{\frac {m^{2}\omega _{m}^{2}}{2}}\left(1-e^{-\omega _{m}^{2}/2a}\right)^{2}}}\\&={\frac {1}{2}}{\sqrt {1+{\frac {m^{2}\omega _{m}^{2}}{a}}\left(1-e^{-\omega _{m}^{2}/2a}\right)^{2}}}\end{aligned}}}
上式就是高斯函數加入正弦波調變後的測不準乘積。

## 短時傅立葉轉換的測不準原理
人們研究訊號特性經常使用的方法是在考慮的時間範圍內只取一小段訊號來分析，並且先忽略其他部分，還可以對那一小段的訊號進行傅立葉轉換來計算那段時間的頻率，這樣的訊號處理方式就叫作短時傅立葉轉換。現在就來分析這一小段時間的測不準原理與原訊號有甚麼關係?以及有甚麼樣的性質。
為了理解短時傅立葉轉換，先定義原訊號{\displaystyle x(t)}在極短時間內的形式，可以考慮一個窗函數乘上考慮的時間t的範圍，而且這個窗函數在時間t附近達到最大值，然後急速下降。所以用以下的方程式來定義短時間訊號:
{\displaystyle \eta _{t}(\tau )={\frac {x(\tau )h(\tau -t)}{\sqrt {\int |x(\tau )h(\tau -t)|^{2}d\tau }}}}
上式中的{\displaystyle h(t)}是窗函數，t為考慮的固定時間，{\displaystyle \tau }為執行時間。另外還讓上式歸一化:
{\displaystyle \int |\eta _{t}(\tau )|^{2}d\tau =1}
現在讓這樣的短時間訊號作傅立葉轉換:
{\displaystyle F_{t}(\omega )={\frac {1}{\sqrt {2\pi }}}\int e^{-j\omega \tau }\eta _{t}(\tau )d\tau }
上式{\displaystyle F_{t}(\omega )}代表在時間t的頻譜含量，它可以拿來定義更多相關的量，例如平均時間、持續時間、頻寬。
對於一個與時間相關的訊號，平均時間和持續時間是:
{\displaystyle \langle \tau \rangle _{t}=\int \tau |\eta _{t}(\tau )|^{2}d\tau ={\frac {\int \tau |x(\tau )h(\tau -t)|^{2}}{\int |x(\tau )h(\tau -t)|^{2}}}}
{\displaystyle T_{t}^{2}=\int (\tau -\langle t\rangle )^{2}|\eta _{t}(\tau )|^{2}d\tau ={\frac {\int (\tau -\langle \tau \rangle _{t})^{2}|x(\tau )h(\tau -t)|^{2}}{\int |x(\tau )h(\tau -t)|^{2}}}}
再來考慮平均頻率與頻寬:
{\displaystyle \langle \omega \rangle _{t}=\int \omega |F_{t}(\omega )|^{2}d\omega =\int \eta _{t}^{*}(\tau ){\frac {1}{j}}{\frac {d}{d\tau }}\eta _{t}(\tau )d\tau }
{\displaystyle B_{t}^{2}=\int (\omega -\langle \omega \rangle _{t})^{2}|F_{t}(\omega )|^{2}d\omega }

### 時間相關與窗函數相關的測不準原理
現在可以寫出短時傅立葉轉換的測不準原理:
{\displaystyle B_{t}T_{t}\geq {\frac {1}{2}}}
它與時間、訊號和窗函數相關，必須提醒的事情是它只對短時傅立葉轉換做出了限制，與原本訊號的測不準原理無關。可以預測，隨著窗函數變窄，{\displaystyle B_{t}\to \infty }。原訊號的測不準原理沒有變化，這是因為藉由加入窗函數而改變了它。